# 测试驱动开发
测试驱动开发（英語：Test-driven development，縮寫為TDD）是一種软件开发过程中的應用方法，由极限编程中倡导，以其倡导先写测试程序，然后编码实现其功能得名。测试驱动开发始于20世纪90年代。测试驱动开发的目的是取得快速反馈并使用“illustrate the main line”方法来构建程序。
测试驱动开发是戴两顶帽子思考的开发方式：先戴上实现功能的帽子，在测试的辅助下，快速实现其功能；再戴上重构的帽子，在测试的保护下，通过去除冗余的代码，提高代码品質。测试驱动着整个开发过程：首先，驱动代码的设计和功能的实现；其后，驱动代码的再设计和重构。

## 测试驱动开发中测试的特征
测试驱动开发中需求分析和详细设计的范畴，在代码基本完毕以后，并且这些测试也成为单元测试的一个部分。

## 应用领域
新软件的开发，历史系统的维护。

## 测试驱动开发相关讨论
测试驱动开发主张首先编写单元测试，紧接着编写仅足以通过这些测试的代码，最后重构新代码以满足代码标准。这种方法有其明显的正面和负面评价，以下是对这两方面的总结：

### 正面评价
- 提高代码：TDD鼓励编写清晰、可维护和有较少bug的代码。因为代码是为了通过预先定义好的测试而编写的，因此更有可能覆盖各种边缘情况，从而减少程序中的缺陷。
- 促进设计的改进：在编写实际代码之前，开发者需要思考如何测试该代码，这常常导致更好的设计决策和更简洁的代码实现。
- 增强开发者信心：通过持续运行测试，开发者可以立即知道他们的最新改动是否破坏了已有的功能，从而更自信地进行大胆的改动和重构。
- 促进持续集成和持续部署：TDD与持续集成（CI）和持续部署（CD）相结合时，可以保证代码变更后系统的稳定性，减少部署到生产环境的风险。

### 负面评价
- 学习曲线：对于新手开发者来说，TDD的学习曲线较陡峭。正确地编写测试以及了解何时重构需要时间和实践来掌握。
- 初期开发速度放缓：尽管长远来看TDD能够提高开发效率，减少维护成本，但在项目初期，编写测试会增加额外的工作量，从而可能导致开发进度变慢。
- 可能的过度设计：有时候，为了使代码更容易被测试，开发者可能会过度设计系统，引入不必要的复杂性和抽象，这可能会导致代码难以理解和维护。
- 测试覆盖的盲点：依赖TDD可能会给开发者一种错觉，认为所有的测试用例都被覆盖了。然而，总是存在无法通过测试预测的场景，这可能导致过分自信而忽略了一些潜在的缺陷。

综合来看，TDD是一个强大的开发实践，能够在适当运用时显著提高软件开发的质量和效率。然而，它也并非万能，需要根据项目特性和团队状况灵活采用，并注意避免其潜在的负面影响。

## 对程序员心理上的好处
测试驱动开发对程序员心理上的好处，主要体现在提升自信、减少焦虑、增强专注度和促进持续改进方面。
- 首先，TDD通过使代码从一开始就处于可工作状态，大大增强了开发者的自信心。当测试用例通过时，程序员可以确信他们的代码不仅能正常运行，而且满足了预设的要求。这种及时的反馈是一种积极的心理强化，帮助减轻疑虑和不确定性带来的压力。
- 其次，TDD的实践减轻了对未来错误和缺陷的担忧。由于每增加一点功能就伴随着相应的测试，这意味着任何时候引入的缺陷都能被迅速发现并修复。这种防范于未然的机制为程序员提供了一个更安心的开发环境，减轻了心理负担。
- 最后，TDD促进了细粒度的任务规划和执行，帮助程序员保持高度的专注和组织性。通过对功能进行细分，并为每个小功能编写测试用例，开发者能在完成每个小步骤后获得成就感，持续推动项目前进。同时，这种方法也有助于促进持续学习和改进的心态，因为程序员可以通过不断的测试和代码重构，持续地提高代码质量和自己的开发技能。这些都是TDD给程序员心理带来的积极影响，有助于构建一个更健康、更高效的开发环境。

## 外部連結
- c2 wiki's Test Driven Development Pages （页面存档备份，存于）
- Test Driven News Group （页面存档备份，存于）